# Shangshu dazhuan
De Shangshu dazhuan (Groot commentaar op de Shangshu) is een commentaar op het Boek der Documenten (Shangshu), een van de Vijf Klassieken van het Confucianisme. Volgens de traditionele geschiedschrijving zou het werk zijn samengesteld door Fu Sheng en stammen uit de tweede eeuw v.Chr. Het boek is rond de Song-tijd verloren geraakt. De huidige versie is gebaseerd op een reconstructie uit de Qingtijd. Het commentaar is vooral van belang omdat Fu Sheng aan het begin stond van de overlevering van de jinwen-traditie ('nieuwe tekst') van het Boek der Documenten.

## Meer dan een commentaar

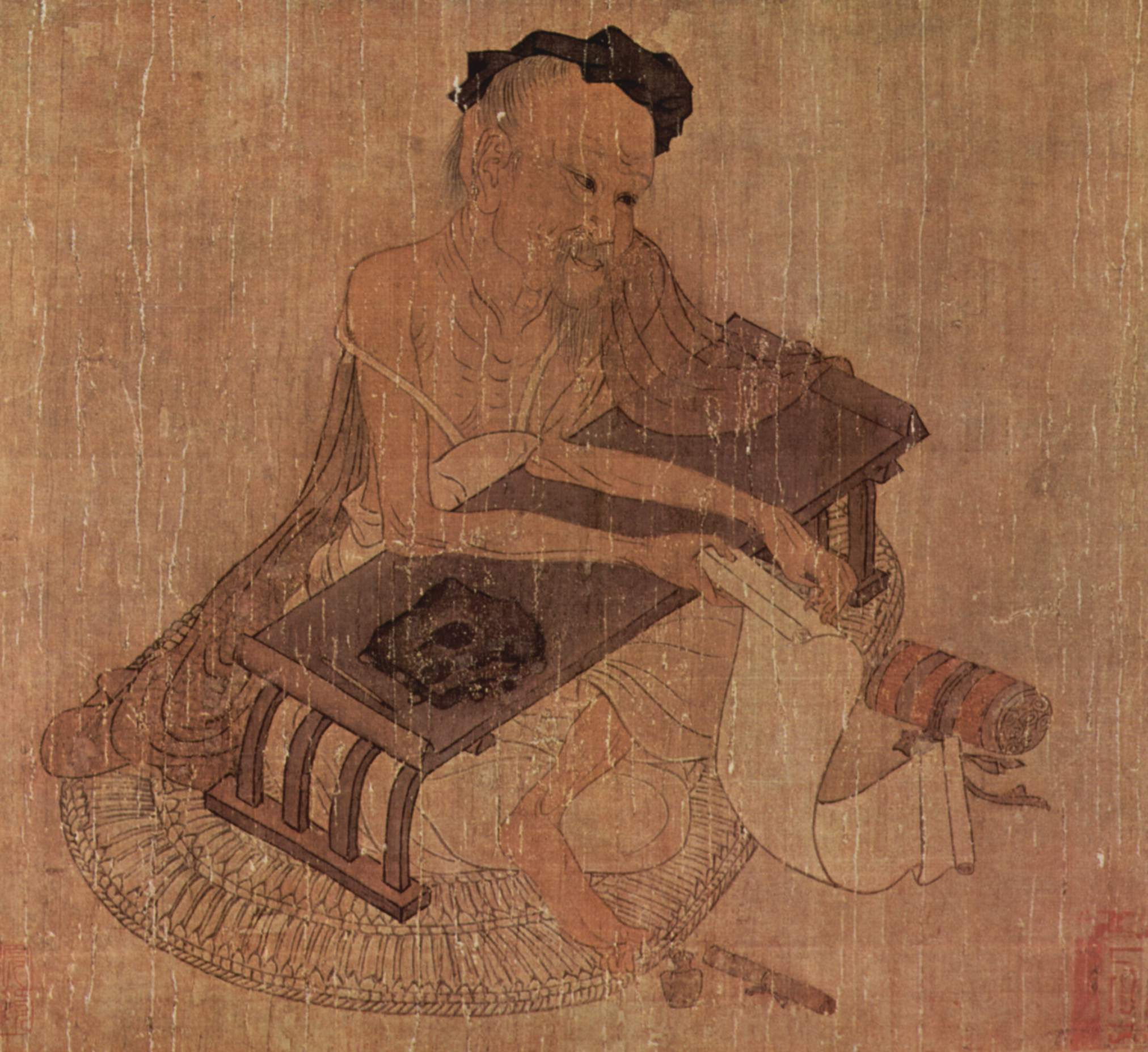
Fu Sheng. Schildering op zijde, toegeschreven aan Wang Wei (699-759).

Enerzijds is de tekst te beschouwen als een commentaar. Zo worden begrippen uitgelegd en worden zinnen becommentarieerd door middel van vraag en antwoord. De uitleg is echter niet systematisch. Bovendien bevat het werk verhalen over personen die in het Boek der Documenten worden genoemd en kent talrijke uitweidingen over ritueel, muziek en wetgeving. Het werk kan dan ook niet worden beschouwd als een uitleg of een commentaar zoals de jie (解, uitleg) hoofdstukken in Hanfeizi en Guanzi dat waren. Door het Boek der Documenten in te passen in zijn eigen opvattingen heeft Fu Sheng met zijn geschrift vooral de veelzijdigheid en brede toepasbaarheid van de Documenten willen aantonen.

## Indeling

### Het Boek van Tang
Het Boek van Tang (Tangzhuan, 唐傳). Met Tang werd keizer Yao bedoeld.
| Nr | Titel         | Vertaling        | Opmerkingen                 |
| -- | ------------- | ---------------- | --------------------------- |
| 1. | Yaodian, 堯典 | De canon van Yao | Yao was de vierde Oerkeizer |

### Het Boek van Yu
Het 'Boek van Yu' (Yuzhuan, 虞傳 ). Met Yu werd keizer Shun bedoeld.
| Nr | Titel          | Vertaling            | Opmerkingen                             |
| -- | -------------- | -------------------- | --------------------------------------- |
| 2. | Jiugong (九共) | De negen gezamenlijk | Shun was de vijfde en laatste Oerkeizer |

### Het Boek van Yu en de Xia
Het 'Boek van Yu en Xia' ( Yuxiazhuan, 虞夏傳). Bedoeld zijn Yu en de Xia-dynastie.
| Nr | Titel              | Vertaling | Opmerkingen |
| -- | ------------------ | --------- | ----------- |
| 3. | Jiuyou mo (咎繇謨) |           |             |

### Het Boek van Yu
Het 'Boek van Yu' (Yuzhuan, 虞傳) Bedoeld is Yu, de stichter van de Xia-dynastie.
| Nr | Titel         | Vertaling            | Opmerkingen |
| -- | ------------- | -------------------- | ----------- |
| 4. | Yugong (禹貢) | Het 'Tribuut van Yu' |             |

### Het Boek van de Xia
Het 'Boek van Xia'( Xiazhuan, 夏傳). Bedoeld is de Xia-dynastie.
| Nr | Titel         | Vertaling            | Opmerkingen |
| -- | ------------- | -------------------- | ----------- |
| 5. | Ganshi (甘誓) | De toespraak bij Gan |             |

### Het Boek van de Yin
Het 'Boek van Yin' (Yinzhuan, 殷傳). Met 'Yin' wordt de Shang-dynastie bedoeld.
| Nr  | Titel                     | Vertaling                                                          | Opmerkingen |
| --- | ------------------------- | ------------------------------------------------------------------ | ----------- |
| 6.  | Digao (帝告)              | De aankondiging van de keizer                                      |             |
| 7.  | Tangshi (湯誓)            | De toespraak van Tang                                              |             |
| 8.  | Pangeng (般庚)            | Koning Pangeng                                                     |             |
| 9.  | Yueming (說命)            | De stelling van Yue                                                |             |
| 10. | Gaozong tongri (高宗肜日) | De dag van het aanvullende offer van koning Gaozong                |             |
| 11. | Gaozong zhixun (高宗之訓) | De instructies van koning Gaozong                                  |             |
| 12. | Xibo kanxi (西伯戡耆)     | De onderwerping van het volk van de Xi door de heer van het westen |             |

### Het Boek van de Zhou
Het 'Boek van Zhou' (Zhouzhuan, 周傳). Met 'Zhou' wordt de Zhou-dynastie bedoeld.
| Nr  | Titel                      | Vertaling                                | Opmerkingen                       |
| --- | -------------------------- | ---------------------------------------- | --------------------------------- |
| 13. | Dashi (大誓)               | De grote toespraak                       |                                   |
| 14. | Wucheng (武成)             | De succesvolle beëindiging van de oorlog |                                   |
| 15. | Hongfan (鴻笵)             | Het grote plan                           | basis voor het 'correlatiedenken' |
| 16. | Dagao (大誥)               | De grote aankondiging                    |                                   |
| 17. | Jinteng (金縢)             | De gouden koffer                         |                                   |
| 18. | Weizi zhi ming (微子之命)  | De aanklacht tegen prins Wei             |                                   |
| 19. | Jiahe (嘉禾)               | Het prachtige graanoor                   |                                   |
| 20. | Kanggao (康誥)             | De aankonindiging tegen prins Kang       |                                   |
| 21. | Jiugao (帝告)              | De aankondiging over dronkenschap        |                                   |
| 22. | Tangshi (杍材)             | Het hout van de rottlera                 | Rottlera tinctoria (Kamala)?      |
| 23. | Shaogao (召誥)             | De aankondiging van (Hertog) Shao        |                                   |
| 24. | Luogao (雒誥)              | De aankondiging over Luo                 | Bedoeld is Luoyang                |
| 25. | Duoshi (多士)              | De talrijke beambten                     |                                   |
| 26. | Wuyi (毋佚)                | Tegen comfortabele ontspanning           |                                   |
| 27. | Chengwang zheng (成王政)   | Het bestuur van koning Cheng             |                                   |
| 28. | Yangao (揜誥)              |                                          | (verloren geraakt)                |
| 29. | Duofang (多方)             | De talrijke gebieden                     |                                   |
| 30. | Guming (顧命)              | De nagelaten stelling                    |                                   |
| 31. | Kangwang zhigao (康王之誥) | De aankondiging van koning Kang          |                                   |
| 32. | Guangming (臩命)           |                                          | (verloren geraakt)                |
| 33. | Xianshi (鮮誓)             |                                          |                                   |
| 34. | Fuxing (甫刑 )             | (Markies) Fu over bestraffingen          |                                   |

### Ongenummerde juan
| Nr | Titel                             | Vertaling                           | Opmerkingen                         |
| -- | --------------------------------- | ----------------------------------- | ----------------------------------- |
| -  | Lüeshuo (略說)                    | Korte instructies                   | bestaat uit twee onderdelen, A en B |
| -  | Hongfan wuxing zhuan (鴻笵五行傳) | Het grote plan en de vijf elementen | Bedoeld is het Vijf fasenmodel      |